# Serwilia
Serwilia (łac. Servilia) – córka Kwintusa Serwiliusza i Liwii Druzy, siostra przyrodnia Marka Porcjusza Katona, matka Marka Juniusza Brutusa.
Wychowała się w domu swojego wuja, trybuna Marka Liwiusza Druzusa po tym, jak jej rodzice się rozwiedli. Poślubiła Marka Juniusza Brutusa i mieli syna – również Marka Juniusza Brutusa – jednego z zabójców Juliusza Cezara.
Później poślubiła Decymusa Juniusza Sylanusa, konsula w 62 p.n.e., urodziła mu trzy córki – wszystkie nazywały się Junia. Druga Junia poślubiła Marka Emiliusza Lepidusa, przyszłego triumwira. Trzecia Junia, najmłodsza, poślubiła Gajusza Kasjusza Longinusa, kolejnego zabójcę Cezara.
Serwilia była wieloletnią kochanką Cezara, niektóre źródła podają nawet, że jej syn Brutus, był synem Cezara, a inne, że Cezar był ojcem trzeciej z Junii. Ich romans trwał od ok. 63 p.n.e. aż do jego zabójstwa, w 44 p.n.e. Tuż po dokonaniu morderstwa wszyscy mordercy zebrali się w jej domu i radzili, co należy robić dalej. Serwilia uciekła przed triumwirami i po śmierci syna w bitwie pod Filippi, zamieszkała u przyjaciela Cycerona, Tytusa Pomponiusza Attikusa. Oktawian August kazał przysłać prochy jej syna. Serwilia zmarła śmiercią naturalną.